# 塔阿爾湖
13°59′13″N 121°00′44″E / 13.98694°N 121.01222°E

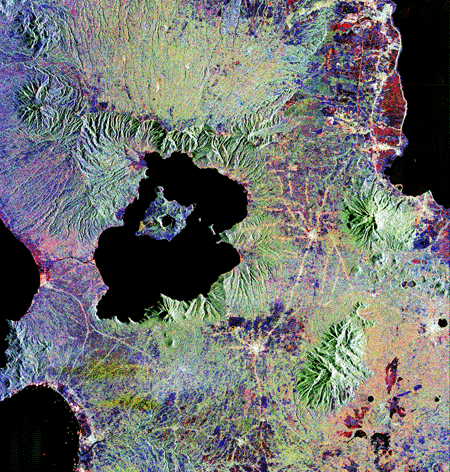

塔阿爾湖是菲律賓的湖泊，位於呂宋島，由八打雁省負責管轄，長25公里、寬18公里，面積234.2平方公里，海拔高度5米，平均水深100米，最大水深172米，湖岸線長度115公里，塔阿爾火山即位於此湖當中。

## 生態
塔阿爾湖過去與大海相連，因此是許多特有物種的家園，這些海洋物種已經進化並適應了淡水，包括淡水珍鰺種群、菲律賓小沙丁魚、加曼海蛇。公牛鯊曾經是該湖多樣化生態系統的一部分，但在1930年代被當地人消滅。

## 外部連結
- Taal Lake （页面存档备份，存于） at Global Nature Fund.
- Taal Lake （页面存档备份，存于） at the Society for the Conservation of Philippine Wetlands, Inc.
- Trek to Taal Volcano （页面存档备份，存于）. Guide to Taal Lake from Philippine Journeys.
- Some interesting Islands and Lakes （页面存档备份，存于）
- International Lake Environment Committee: Lake Taal